# Decipifus
Decipifus is een geslacht van weekdieren uit de klasse van de Gastropoda (slakken).

## Soorten
- Decipifus algoensis (Thiele, 1925)
- Decipifus cingulatus (Lussi, 2009)
- Decipifus consanguineus (G. B. Sowerby III, 1897)
- Decipifus dictynna Dall, 1919
- Decipifus gracilis McLean, 1959
- Decipifus kristenseni De Jong & Coomans, 1988
- Decipifus lyrta (Baker, Hanna & Strong, 1938)
- Decipifus macleani Keen, 1971
- Decipifus metellus (Thiele, 1925)
- Decipifus serratus (Carpenter, 1857)
- Decipifus sixaolus Olsson & McGinty, 1958